# شیتمبو، آنگولا
شیتمبو (به انگلیسی: Chitembo) شهری در استان بیه واقع در کشور آنگولا است که در سال ۲۰۰۹ میلادی ۳٬۹۷۱ نفر جمعیت داشته است.